# Roberto Ciotti

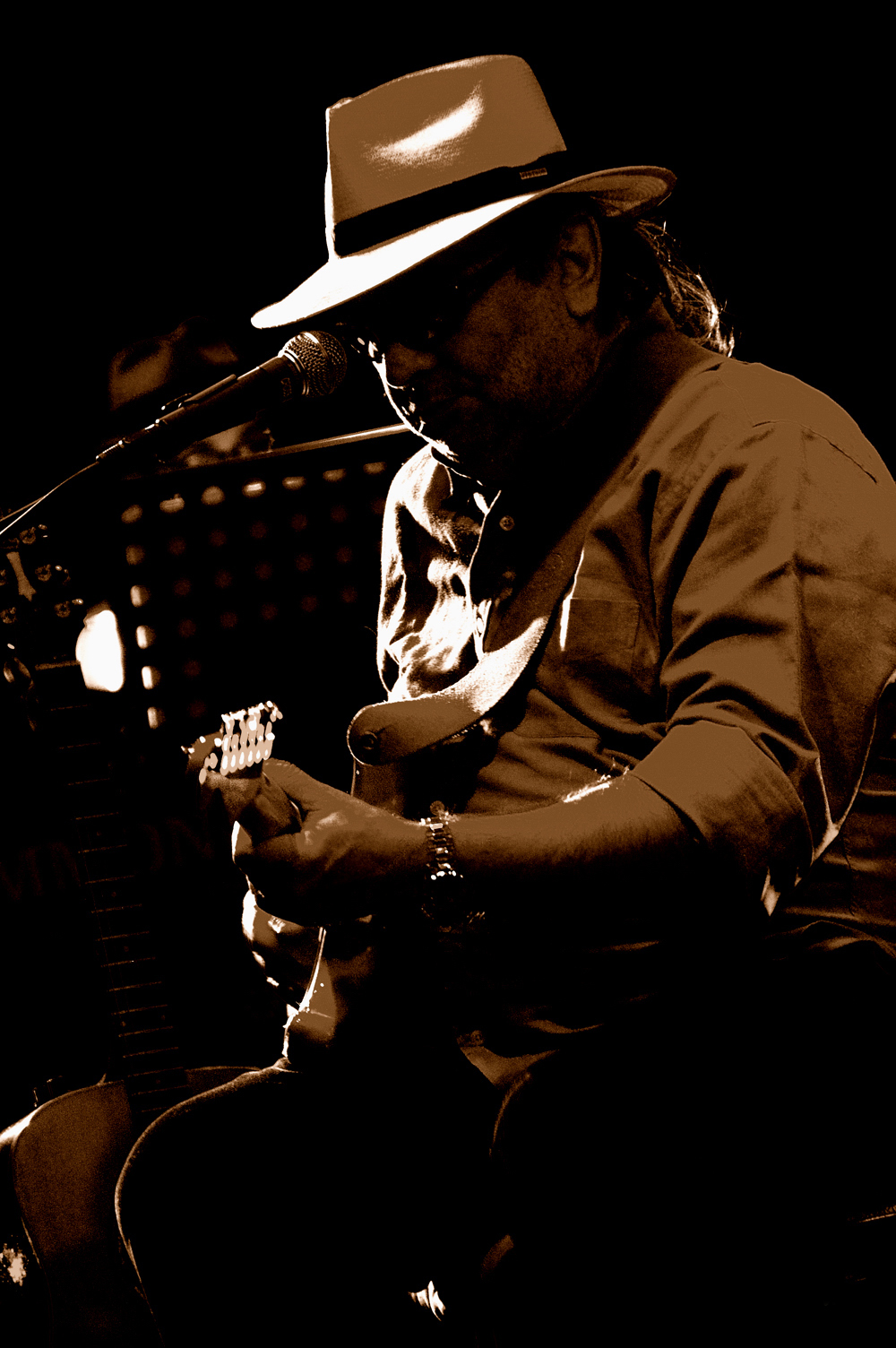
Roberto Ciotti.

Roberto Ciotti (20 de febrero de 1953 - 31 de diciembre de 2013) fue un músico de blues, compositor y guitarrista profesional italiano.

## Biografía
Nacido en Roma, Ciotti comenzó a tocar la guitarra a la edad de 12 años. De 1970 a 1972 fue miembro de la banda de jazz Blue Morning, más tarde, comenzó una carrera en solitario como músico de blues, compositor y guitarrista profesional, colaborando con Chet Baker, Francesco De Gregori y Edoardo Bennato, entre otros.
Su álbum debut fue Supergasoline Blues, lanzado en 1978. In 1980, he opened the Italian concerts of Bob Marley. En 1980, abrió los conciertos italianos de Bob Marley. En 1989 consiguió el éxito comercial y de crítica con la partitura musical de Marrakech Express por Gabriele Salvatores, con quien colaboró de nuevo dos años más tarde en On Tour. Después del álbum de 2002 Behind the Door se dedicó principalmente a los conciertos en vivo. En 2006 publicó una autobiografía, Unplugged, en el que relató la dificultad de coherencia en hacer el blues sin ceder nunca a la tentación del mundo del espectáculo y el dinero fácil.
Ciotti murió, de 60 años de edad, tras una larga enfermedad, el 31 de diciembre de 2013.

## Discografía

### Álbumes
- Supergasoline Blues (1978, Cramps, 5205 751)
- Bluesman (1979, Cramps, 5205 752)
- Rockin' Blues (1982, RCA Italiana)
- No More Blue (1989)
- Road'n'Rail (1992)
- Marrakech Express - Turné (1992)
- King of Nothing (1994)
- Changes(1996)
- Walking (1999, Il Manifesto)
- Behind the Door (2002)
- Troubles & Dreams (2010)
- Equilibrio Precario (2013)